# 615

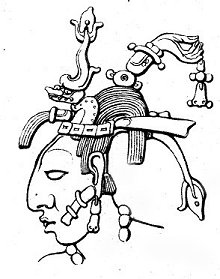
Pacal de Grote (r. 615-683)

Het jaar 615 is het 15e jaar in de 7e eeuw volgens de christelijke jaartelling.

## Gebeurtenissen

### Europa
- Grote delen van de Balkan worden verwoest door de Avaren en de Slavische volkeren, die zich in groten getale vestigen in het huidige Bulgarije, Dalmatië, Macedonië en delen van Griekenland.

### Meso-Amerika
- 29 juli - Pacal de Grote (r. 615-683) volgt zijn moeder Sac K'uk' op als heerser (ahau) van Palenque (Mexico). Tijdens zijn regeringsperiode breidt hij de Mayacultuur verder uit.

## Religie
- Mohammed, islamitisch profeet, emigreert met zijn Arabische volgelingen naar het koninkrijk van Aksum (Ethiopië). Hij sticht daar een kolonie om er in vrijheid te prediken.
- 19 oktober - Adeodatus I (r. 615-618) volgt Bonifatius IV op na een 7-jarig pontificaat en wordt de 68e paus van Rome.

## Geboren
- Bertinus, Frankisch missionaris (waarschijnlijke datum)
- Grimoald I, hofmeier van Austrasië (waarschijnlijke datum)
- Liuteric, hofmeier van Neustrië (waarschijnlijke datum)
- Richtrudis, Frankisch abdis (waarschijnlijke datum)

## Overleden
- 25 mei - Bonifatius IV, paus van de Katholieke Kerk
- 23 november - Columbanus, Iers abt en missionaris